# Pelophryne murudensis
Espèce
Statut de conservation UICN

 CR B1ab(iii) : 
En danger critique
Pelophryne murudensis est une espèce d'amphibiens de la famille des Bufonidae.

## Répartition
Cette espèce est endémique de l'État du Sarawak en Malaisie orientale dans le Nord-Ouest de Bornéo. Elle se rencontre au sommet du mont Murud à environ 2 120 m d'altitude. Son aire de répartition est inférieure à 5 km2.

## Description
Pelophryne murudensis mesure jusqu'à 25,6 mm pour les mâles. Son dos est fauve ou brun grisâtre et est marqué en son milieu par une tache brun foncé en forme de sablier. Une tache de même couleur mais en forme de V orne son front. Le bas de ses flancs est crème finement tacheté de sombre. Sa face ventrale est chamois taché de sépia ou de gris foncé. Une grande tache en forme de fer à cheval ouvert vers la partie postérieure marque son abdomen.

## Étymologie
Son nom d'espèce, composé de murud et du suffixe latin -ensis, « qui vit dans, qui habite », lui a été donné en référence au lieu de sa découverte, le mont Murud.

## Publication originale
- Das, 2008 :  Two new species of Pelophryne (Anura: Bufonidae) from Gunung Murud, Sarawak (Northwestern Borneo). Raffles Bulletin of Zoology, vol. 56, no 2, p. 435-443 (texte intégral).